# 15 mars aux Jeux paralympiques d'hiver de 2014
Pour un article plus général, voir Jeux paralympiques d'hiver de 2014.
Le samedi 15 mars aux Jeux paralympiques d'hiver de 2014 est le huitième et avant-dernier jour de compétition.

## Programme
| Heure UTC+4 (Sotchi)                          |               |
| bleu                                          | Cérémonie     |
| neutre                                        | Épreuve       |
| or                                            | Finale        |
| orange                                        | Petite finale |
| rose                                          | Reporté       |
| gris                                          | Annulé        |
| Compétition masculine                         | Hommes        |
| Compétition féminine                          | Femmes        |
| Compétition mixte (hommes et femmes mélangés) | Mixte         |
| Compétition en couple (1 homme et 1 femme)    | Couple        |
| modifier                                      |               |

L'heure indiquée est celle de Sotchi, pour l'heure Française il faut enlever 3 heures.
| Horaire | Discipline Spécialité | Discipline Spécialité              | Discipline Spécialité | Phase         | Résultats                                                | Références |
| 09:30   |                       | Curling                            |                       | Demi-finale   | 4-13                                                     |            |
| 09:30   |                       | Curling                            |                       | Demi-finale   | 5-4                                                      |            |
| 09:30   |                       | Ski alpin Slalom géant malvoyants  |                       | 1re manche    | -                                                        |            |
| 09:55   |                       | Ski alpin Slalom géant debout      |                       | 1re manche    | -                                                        |            |
| 10:00   |                       | Ski de fond Relais mixte 4x2,5 km  |                       | Finale        | Russie · Suède · Norvège                                 | [ 1 ]      |
| 10:45   |                       | Ski alpin Slalom géant assis       |                       | 1re manche    | -                                                        |            |
| 12:00   |                       | Ski de fond Relais ouvert 4x2,5 km |                       | Finale        | Russie · Ukraine · France                                | [ 1 ]      |
| 13:00   |                       | Hockey sur luge                    |                       | Petite finale | 3-0                                                      | [ 2 ]      |
| 13:00   |                       | Ski alpin Slalom géant malvoyants  |                       | 2e manche     | Mac Marcoux · Jakub Krako · Valerii Redkozubov           | [ 3 ]      |
| 13:20   |                       | Ski alpin Slalom géant debout      |                       | 2e manche     | Vincent Gauthier-Manuel · Alexey Bugaev · Markus Salcher | [ 3 ]      |
| 13:55   |                       | Ski alpin Slalom géant assis       |                       | 2e manche     | Christoph Kunz · Corey Peters · Roman Rabl               | [ 3 ]      |
| 15:30   |                       | Curling                            |                       | Petite finale | 7-3                                                      | [ 4 ]      |
| 15:30   |                       | Curling                            |                       | Finale        | 3-8                                                      | [ 4 ]      |
| 20:00   |                       | Hockey sur luge                    |                       | Finale        | 1-0                                                      | [ 2 ]      |

### Médailles du jour
| Rang  | Nation           | Or | Argent | Bronze | Total |
| ----- | ---------------- | -- | ------ | ------ | ----- |
| 1     | Russie           | 2  | 3      | 1      | 6     |
| 2     | Canada           | 2  | 0      | 1      | 3     |
| 3     | France           | 1  | 0      | 1      | 2     |
| 4=    | Suisse           | 1  | 0      | 0      | 1     |
| 4=    | États-Unis       | 1  | 0      | 0      | 1     |
| 6=    | Suède            | 0  | 1      | 0      | 1     |
| 6=    | Ukraine          | 0  | 1      | 0      | 1     |
| 6=    | Slovaquie        | 0  | 1      | 0      | 1     |
| 6=    | Nouvelle-Zélande | 0  | 1      | 0      | 1     |
| 10    | Autriche         | 0  | 0      | 2      | 2     |
| 11=   | Grande-Bretagne  | 0  | 0      | 1      | 1     |
| 11=   | Norvège          | 0  | 0      | 1      | 1     |
| Total | Total            | 7  | 7      | 7      | 21    |